# 何義 (明鄭)
何義（1628－1696），字忠甫，福建雲霄人，為鄭成功的部將，授左虎衛鎮總兵。
何義十四歲喪父，平日喜歡習武不事生產，鄉人稱其為“憨”。永曆三年(1649年)鄭成功在銅山(今東山縣)招募抗清義士，何義前往投軍，被授為偏將。四年鄭軍攻廣東潮州，守將郝尚久詐降，鄭成功進城至湘子橋(浮橋，用船連結)中埋伏，坐騎被射傷，何義急砍斷船紐，換給坐騎，護衛撤退，一敵將縱馬追趕，被何義手扼馬項殺死。鄭成功遂擢何義為左虎衛將軍，並將表親馬氏許配其為妻。此後隨鄭成功征戰閩粵沿海各地，屢立戰功。
永曆十三年（1659年）鄭軍北征，何義率部攻克瓜洲、鎮江等處。七月攻南京受傷，依然代乘帥船督戰。八月因南京久攻不下撤軍，何義率部斷後。九月清將達索和閩浙總督李率泰攻廈門，鄭成功命何義守帥船，自下八槳快船催戰，一舉擊退清軍，遂擢何義為虎衛總鎮。
永曆十五年（1661年）鄭成功進軍臺灣，由子鄭經留守廈門監督沿海島嶼，參軍蔡協吉與鄭泰守金門，何義守南日島、圍頭、湄洲為前衛。十六年(1662年)五月初八鄭成功在臺灣逝世，在鄭泰事件後，鄭泰的弟弟鄭鳴駿和兒子鄭纘緒聞訊率部降清，何義當時屬鄭泰部下也遭鄭經猜忌。清朝閩浙總督李率泰和海澄公黃梧乘機脅迫何氏宗族敦促何義歸降，其妻馬氏見情勢緊迫也力促丈夫攜子脫逃。八月十五日何義以點軍巡海為名，攜幼子逃出，歸降李率泰，而後馬氏在金門被鄭經下令縊死。
康熙三年(1664年)何義隨施琅進攻澎湖，船至青水乾遇颶風飄回而止。康熙七年授為“內大臣”往山西屯田。
康熙二十年鄭克塽年幼，內部不穩。康熙帝聽取大學士李光地意見，授施琅為福建水師提督加太子太保，調藍理、何義為前鋒。二十二年六月發兵平臺，何義還京覆命，被授為昂邦章京世襲騎孝尉，封一等伯，馬氏追贈一品夫人，遷葬雲霄縣馬鋪呈奇嶺。
康熙三十七年何義病卒於京，子何宏坦(乾隆間武進士)、何宏城、何祥晏、何祥書等均有任職，後裔居北京等地。